# Filetero
Filetero (ca. 343 a.C.  — 263 a.C.) foi o primeiro rei de Pérgamo da era helenística, o fundador da Dinastia Atálida.
Pérgamo era onde Lisímaco, filho de Agátocles e um dos sucessores de Alexandre, guardava seu tesouro. Lisímaco confiou a cidade e o tesouro, de nove mil talentos a Filatero de Tiana, um eunuco (segundo Pausânias, Filetero era da Paflagónia).
Filetero se tornou eunuco por acidente: quando ele era um bebê, estava no colo da sua babá, assistindo a um funeral; ela foi comprimida pela multidão e acabou mutilando Filetero.
As relações entre Filetero e Lisímaco eram boas, até que Arsínoe, esposa de Lisímaco, acusou falsamente Filetero. Em 283 a.C. ele se revolta, mas Lisímaco não consegue recuperar Pérgamo, por causa de seus problemas: ele teve que condenar à morte seu filho Agátocles, acusado de traição por Arsínoe e teve que resistir à uma invasão de Seleuco I Nicátor.
Pausânias apresenta outro motivo para a revolta: Filetero teria se revoltado após ver o que aconteceu com Agátocles, e estaria preocupado com tratamento que receberia de Arsínoe.
Filetero governou o Reino de Pérgamo por vinte anos e foi sucedido por seu sobrinho Eumenes I, filho do seu irmão Eumenes.